# ماشین بی‌کاربرد

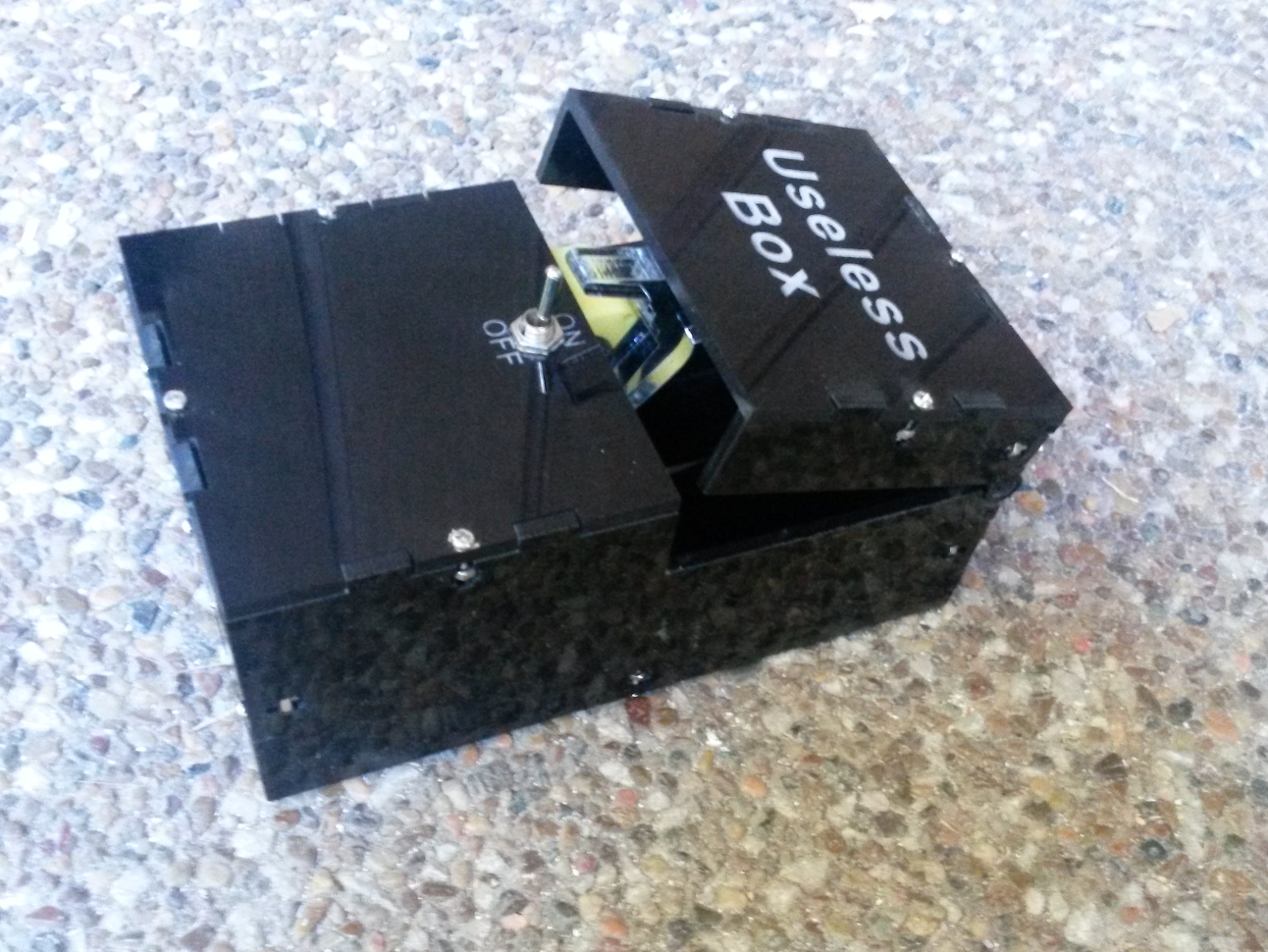
یک ماشین بی‌کاربرد مدرن در حال خاموش کردن خود

یک ماشین بی‌کاربرد دستگاهی دارای کار اما بدون هیچ هدف مستقیمی است. ماشین بی‌کاربرد ممکن است به این خاطر ساخته شده‌باشند که منظوری فلسفی را برساند یا به عنوان یک سرگرمی یا به عنوان «هک مهندسی». دستگاه‌های که هیچ کاری نمی‌کنند یا خرابند به عنوان ماشین بی‌کاربرد در نظر گرفته نمی‌شود.
شناخته شده‌ترین ماشین بی‌کاربرد ماشینی است که با الهام از ماشین ماروین مینسکی ساخته شده‌است که در آن تنها کار دستگاه این است که سوئیچ خود را خاموش می‌کند.